# Kim Il
Este artículo habla del primer ministro sucesor de Kim Il-sung. Para el hijo de Il-sung y fallecido líder norcoreano, véase Kim Jong-il.
Kim Il (en hangul, 김일; en hanja, 金一) (20 de marzo de 1910 - 9 de marzo de 1984) fue un político y militar norcoreano.
Durante la ocupación japonesa de Corea, Kim Il se afilió al Partido Comunista en 1932 y después se alistó en las guerrillas clandestinas que luchaban contra las fuerzas niponas. Tras la retirada de los japoneses, Corea quedó dividida en dos entidades, proclamándose la República Popular Democrática de Corea en 1948. Kim Il ocupó importantes cargos militares durante una década y un puesto en el Comité Central del Partido del Trabajo de Corea. Más tarde fue nombrado ministro de Agricultura en 1954, vice primer ministro en 1959, primer ministro de Corea del Norte en 1972 y vicepresidente del país en 1976. En todo ese tiempo se mantuvo como uno de los hombres más fieles al presidente Kim Il-sung.
En los últimos años de su vida, Kim Il sufrió una grave enfermedad por la que estuvo recibiendo tratamiento médico en Rumanía. Falleció el 9 de marzo de 1984, a solo 11 días de su 74.º cumpleaños.